# Romualdo Antônio de Seixas
Dom Romualdo Antônio de Seixas (Cametá, 1 de novembro de 1787 – Salvador, 29 de dezembro de 1860) foi um bispo católico e político brasileiro. Foi o 16.º Arcebispo da Bahia, Primaz do Brasil e Marquês de Santa Cruz.

## Biografia
Romualdo Antônio de Seixas nasceu em Cametá, filho de Francisco Justiniano de Seixas e de Ângela de Sousa Bittencourt, e sobrinho de Dom Romualdo de Sousa Coelho, oitavo bispo do Pará. Finalizou os estudos eclesiásticos em Lisboa.
Com a chegada da Família Real Portuguesa ao Brasil, em 1808, o bispo do Pará, Dom Manuel de Almeida de Carvalho, enviou padre Manuel Evaristo de Brito Mendes e o diácono Romualdo de Seixas para cumprimentar o príncipe regente Dom João, em nome do clero paraense. Manuel e Romualdo voltaram a Belém com a nomeação de cônegos da Sé Paraense e cavaleiros da Real Ordem de Cristo.
Romualdo de Seixas foi ordenado presbítero em Belém, em 1 de novembro de 1810, por Dom Manuel de Almeida de Carvalho. Foi nomeado pároco de Cametá e posteriormente vigário capitular.
O cônego Romualdo de Seixas presidiu a Junta Governativa Provisória da província do Grão-Pará e Rio Negro de 1821 a 1822 e em 1823.
O Imperador do Brasil, D. Pedro I, por decreto de 12 de outubro de 1826, o nomeou 16º Arcebispo da Bahia. O Papa Leão XII confirmou a nomeação em 30 de maio de 1827.
O cônego Romualdo foi ordenado bispo em 28 de outubro de 1827, pelo Bispo Capelão-Mor Dom José Caetano da Silva Coutinho, bispo do Rio de Janeiro.
Recebeu o pálio arquiepiscopal em 4 de novembro de 1827. Em 31 de janeiro de 1828 tomou posse por procuração e fez sua entrada solene na catedral de Salvador, em 26 de novembro de 1828.

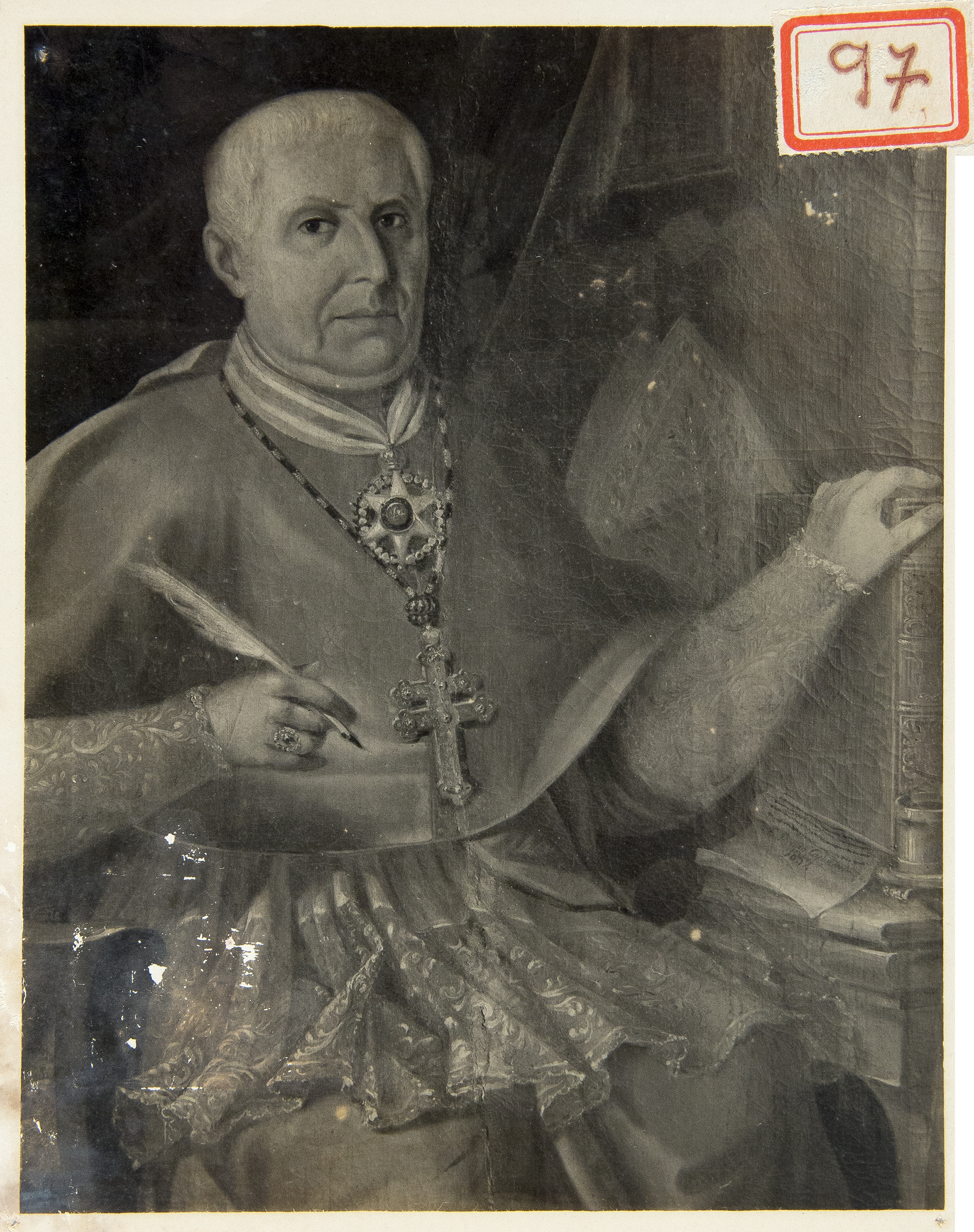
Dom Romualdo Antônio de Seixas, retrato de 1857 por Bento Capinam, acervo do Instituto Geográfico e Histórico da Bahia.

Foi deputado pelo Pará e pela Bahia, tendo presidido a Câmara em 1828 e 1829. Recebeu de D. Pedro I o título de pregador da Capela Imperial e a grande dignitária da Imperial Ordem da Rosa.
Em 18 de julho de 1841, como único arcebispo do Brasil à época (a província eclesiástica de São Salvador da Bahia abrangia todo o território brasileiro, e todas as demais dioceses eram sufragâneas da arquidiocese metropolitana de Salvador), presidiu a solenidade de sagração de D. Pedro II, Imperador do Brasil, e dele recebeu a Grã-Cruz da Imperial Ordem de Cristo. Recebeu o título de Conde de Santa Cruz, por decreto imperial de 2 de dezembro de 1858. Em 14 de março de 1860, foi nomeado Marquês de Santa Cruz.
Dom Romualdo pertenceu ao grupo dos bispos ultramontanos ou reformadores, como Dom Antônio Ferreira Viçoso, de Mariana, Dom Antônio Joaquim de Melo, de São Paulo, Dom Antônio de Macedo Costa, do Pará e Dom Vital de Oliveira, de Pernambuco.
Foi sócio da Academia de Munique, do Instituto da África em Paris, do Instituto Histórico e Geográfico Brasileiro, Sociedade Real dos Antiquários do Norte e outras sociedades de ciências e letras.
Correspondeu-se com Carl Friedrich Philipp von Martius e Johann Baptiste von Spix após manter contato pessoal quando da viagem destes à Amazônia. Ao regressarem à Europa, os naturalistas lhe enviaram de lá o diploma de sócio da Real Academia das Ciências de Munique.

## Sucessão
Dom Romualdo foi o 16.º Arcebispo da Bahia, sucedeu a Dom Frei Vicente da Soledade e Castro e teve como sucessor Dom Manuel Joaquim da Silveira.

## Homenagens
Em Cametá há uma escola com seu nome, o Grupo Escolar Dom Romualdo de Seixas, que é a mais antiga da cidade.
Uma das ruas do bairro do Cambuci em São Paulo tem o nome de Rua Dom Romualdo de Seixas, assim como em Belém do Pará, no bairro Umarizal.
No bairro de Santa Cruz, no Rio de Janeiro, uma praça próxima a Igreja Matriz recebe seu nome, a Praça Dom Romualdo.  